# Agostino Straulino
Agostino Straulino, detto Tino (Lussinpiccolo, 10 ottobre 1914 – Roma, 14 dicembre 2004), è stato un velista e ammiraglio italiano.

## Biografia
È una delle figure più importanti della vela italiana. Nato in una famiglia, di origine carnica, a Lussinpiccolo allora parte dell'impero austro-ungarico, impara ad andare in barca a vela per andare a scuola. Le sue prime esperienze sono dunque nel golfo del Quarnaro.

### La carriera militare
Diplomatosi nel 1932 presso il Regio istituto nautico di Venezia frequenta successivamente l'Accademia navale di Livorno dove entra nel 1934 come allievo ufficiale di complemento del Corpo di stato maggiore. Durante la seconda guerra mondiale destinato come ufficiale alla Decima MAS, tra gli assaltatori del Gruppo Gamma che piazzavano le cariche esplosive magnetiche sotto le navi britanniche nella rada di Gibilterra. Rifiutò dopo l'8 settembre del 1943 di aderire alla RSI. Nella carriera militare raggiunse il grado di contrammiraglio.
Al termine della guerra, nel corso dei lavori di sminamento nel golfo di Taranto, un ordigno bellico gli esplose vicino e lo rese quasi cieco. La vista ricomparve lentamente, ma il suo amore per la vela lo spinse ad allenarsi durante la notte, quando non era necessario vedere perfettamente, per prepararsi ai Giochi olimpici del 1948.
Dal 21 novembre 1964 al 28 ottobre 1965 ebbe il comando della nave scuola Amerigo Vespucci, con la quale passò alla leggenda grazie all'uscita a vele spiegate dal porto di Taranto attraverso il canale navigabile e stabilendo il record di velocità di 14,6 nodi (27,039 km/h).

### L'attività sportiva
Ha ottenuto una medaglia d'oro alla XV Olimpiade (Helsinki - 1952) per la vela - classe star e nella stessa specialità una medaglia d'argento alla XVI Olimpiade (Melbourne - 1956).
Dopo questi successi la vela italiana ha dovuto aspettare 48 anni e Alessandra Sensini per vincere nuovamente una medaglia d'oro in un'olimpiade.
Nel 1973 vinse la One Ton Cup con Ydra, disegnata da Dick Carter.
Nel 2001 gli venne conferita dal presidente Carlo Azeglio Ciampi l'onorificenza di Cavaliere di gran croce della Repubblica Italiana.
A 88 anni vinse per la quinta volta consecutiva la regata over 60 di Napoli.
È morto a Roma all'età di 90 anni in una stanza dell'ospedale militare del Celio. La sua salma è stata portata all'aeroporto di Lussinpiccolo da un elicottero della Marina Militare italiana per esser tumulata nella tomba di famiglia dopo funerale e funzione religiosa, alla presenza di parenti e autorità italiane e croate.
Nato per essere marinaio, disse: «Sulla mia isola sono venuto al mondo e cresciuto. Là ho capito il mare e il mare mi ha accolto tra i suoi abitanti. Là ho conosciuto il vento e l'ho fatto diventare mio amico».

## Palmarès

### Olimpiadi
Una volta campione olimpico.
- 1936 - Berlino - Classe Star: riserva
- 1948 - Torquay - Classe Star: 5° (con Nicolò Rode), perse una medaglia praticamente vinta a causa di un disalberamento
- 1952 - Harmaja - Classe Star: 1° (con Nicolò Rode)
- 1956 - Melbourne - Classe Star: 2° (con Nicolò Rode), dietro a Williams e Herbert.
- 1960 - Napoli - Classe Star; 4° (con Carlo Rolandi)
- 1964 - Tokio - Classe 5.5 S.I.: 4° (con Petronio e Minervini)

### Campionati mondiali
Quattro volte campione mondiale.
- 1939 - Kiel - Classe Star: 2° (con Nicolò Rode) su "Polluce"
- 1948 - Cascais - Classe Star: 2° (con Nicolò Rode) su "Polluce"
- 1950 - Chicago - Classe Star: 1° (con Nicolò Rode)
- 1952 - Cascais - Classe Star: 5° (con Nicolò Rode)
- 1953 - Napoli - Classe Star: 1° (con Nicolò Rode) su "Merope"
- 1954 - Cascais - Classe Star: 3° (con Nicolò Rode) su "Merope II"
- 1956 - Napoli - Classe Star: 1° (con Nicolò Rode) su "Merope III"
- 1965 - Napoli - Classe 5.5 S:I: 1° (con Petronio e Minervini) su "Grifone"

### Campionati europei
Dieci volte campione europeo.
- 1936 - Napoli - Classe Star: 2°
- 1938 - Kiel - Classe Star: 1° su "Polluce" (con Nicolò Rode)
- 1949 - Montecarlo - Classe Star: 1° su "Polluce" (con Nicolò Rode)
- 1950 - Napoli - Classe Star: 1° su "Merope" (con Nicolò Rode)
- 1951 - Napoli - Classe Star: 1° su "Merope" (con Nicolò Rode)
- 1952 - Cascais - Classe Star: 1° su "Merope" (con Nicolò Rode)
- 1953 - Napoli - Classe Star: 1° su "Merope II" (con Nicolò Rode)
- 1954 - Cascais - Classe Star: 1° su "Merope II" (con Nicolò Rode)
- 1955 - Livorno - Classe Star: 1° su "Merope II" (con Nicolò Rode)
- 1956 - Napoli - Classe Star: 1° su "Merope II" (con Nicolò Rode)
- 1959 - Fedala (Marocco) - Classe Star: 1° su "Merope III" (con Carlo Rolandi)
- 1973 - - Classe IOR: 3°

### Campionati italiani
Dodici volte campione italiano

Classe Star.
- 1938 - Livorno: 1° su "Polluce" (con Luigi De Manincor)
- 1946: Napoli: 1° su "Polluce" (con Prato)
- 1948 - Napoli: 1° su "Polluce" (con Nicolò Rode)
- 1949 - Taranto: 1° su "Polluce" (con Nicolò Rode)
- 1950 - Napoli: 1° su "Merope" (con Nicolò Rode)
- 1951: Napoli: 1° su "Merope" (con Nicolò Rode)
- 1952 - Venezia: 1° su "Polluce II" (con Niccolini)
- 1953 - Taranto: 1° su "Polluce II" (con Nicolò Rode)
- 1954 - Riva del Garda: 1° su "Merope II" (con Nicolò Rode)
- 1955 - Livorno: 1° su "Merope II" (con Nicolò Rode)
- 1956 - Bari: 1° su "Merope II" (con Nicolò Rode)
- 1959 - Trieste: 1° su "Merope III" (con Carlo Lapanje)

Classe 6mt S:I:.
- 1938 - Livorno: 1°

### Regate internazionali
- Settimana velica di Kiel
  - 1° negli anni 1954, 1955, 1956, 1957, 1959, 1960
- Porto Cervo One Ton Cup
  - 1° nel 1973 su "Ydra" (di M. Spaccarelli)
- Giraglia
  - 1° nel 1973 su "Ydra"
- Coppa del Re (Norvegia)
  - 1° nel 1937
- Campionati internazionali di Francia
  - 1° negli 1959, 1960
- Campionati internazionali di Germania
  - 1° negli anni 1955, 1956, 1959

## Riconoscimenti
- Nel maggio 2015, una targa dedicata a Straulino fu inserita nella Walk of Fame dello sport italiano al parco olimpico del Foro Italico a Roma, riservata agli ex-atleti italiani che si sono distinti in campo internazionale.[10][11]